# 김현철 (전라북도의원)
김현철(金鉉喆, 1966년 10월 1일 ~ )은 대한민국의 제10대 전라북도의원, 제6대 전라북도 진안군의원이었다.

## 학력
- 진안국민학교 졸업
- 진안중학교 졸업
- 전주신흥고등학교 졸업
- 원광대학교 독어독문학과 학사 졸업

## 경력
- ROTC(학군장교) 임관 중위전역
- 익산경찰서 근무
- 전북중앙신문 주재기자·정치부기자(차장)
- 진안초등학교 운영위원
- 진안사랑장학재단 이사
- 범죄예방진안지구협의회 위원
- 2010.07 ~ 2014.02 제6대 전라북도 진안군의회 의원
- 2010.07 ~ 2012.07 제6대 전라북도 진안군의회 전반기 산업복지위원회 위원
- 2010.07 ~ 2012.07 제6대 전라북도 진안군의회 전반기 예산결산특별위원회 위원
- 2010.07 ~ 2012.07 제6대 전라북도 진안군의회 행정사무감사특별위원회 위원
- 2012.07 ~ 2014.02 제6대 전라북도 진안군의회 후반기 운영행정위원회 위원장
- 2012.07 ~ 2014.02 제6대 전라북도 진안군의회 후반기 예산결산특별위원회 위원
- 2012.07 ~ 2014.02 제6대 전라북도 진안군의회 행정사무감사특별위원회 위원
- 2014.07 ~ 2018.03 제10대 전라북도의회 의원
- 2014.07 ~ 2016.07 제10대 전라북도의회 전반기 운영위원회 위원
- 2014.07 ~ 2016.07 제10대 전라북도의회 전반기 농산업경제위원회 위원
- 2016.07 ~ 2018.03 제10대 전라북도의회 후반기 농산업경제위원회 위원
- 2016.07 ~ 2018.03 제10대 전라북도의회 후반기 예산결산특별위원회 위원

## 역대 선거 결과
|  | 15.06% |

|  | 50.15% |